# Von fünf bis neun
Von fünf bis neun (jap. 5時から9時まで 5-ji kara 9-ji made) ist eine Manga-Serie von Mangaka Miki Aihara, die von 2010 bis 2020 in Japan erschien. Der romantische Manga wurde in mehrere Sprachen übersetzt und erzählt von einer jungen Englischlehrerin, die von mehreren Männern umschwärmt wird. 2015 wurde eine Adaption als Dorama im japanischen Fernsehen gezeigt. 

## Inhalt
Die Englischlehrerin Junko Sakuraba ist Single und träumt davon, ins Ausland zu gehen und dort zu heiraten. Dann wird sie von ihren Eltern zu einem Omiai eingeladen. Doch der arrangierte Partner soll ein buddhistischer Mönch sein und weil Junko nicht die Frau eines Mönchs sein will, lehnt sie ab. Doch der Mönch Takane taucht dann bei ihr an der Weiterbildungsschule auf und möchte Privatunterricht bei ihr nehmen. Es ist ihr 27. Geburtstag, den sie nicht allein verbringen wollte, doch nicht wusste, ob sie ihn mit ihren Schülern, ihrem Bekannten Mishima oder dem Kollegen Arthur feiern soll. So verbringt sie ihn schließlich mit Takane und landet mit ihm im Bett. Er und Junkos Mutter sehen das als Zeichen, dass beide bald heiraten.
Aber Junko wird Takanes Aufdringlichkeit bald zu viel. Mishima beginnt kurz darauf an ihrer Schule als Kollege, ist aber oft mit wechselnden Frauen zusammen – aktuell mit Masako. Auch Arthur ist weiterhin an ihr interessiert, ebenso wie Junkos Schüler Hachiya. So weiß sie bald nicht, für welchen der Männer sie was empfindet und mit wem sie ihr weiteres Leben verbringen soll.

## Veröffentlichung
Die Serie erschien zunächst von Januar 2010 bis März 2020 in Einzelkapiteln im Magazin Cheese!. Dessen Verlag Shogakukan brachte den Manga danach in insgesamt 16 Sammelbänden heraus. Diese verkauften sich oft über 65.000 Mal in den ersten Wochen nach Veröffentlichung, manche über 100.000 Mal.
Eine deutsche Fassung der Serie erschien von Juni 2016 bis Juli 2021 bei Tokyopop. Eine chinesische Übersetzung wurde von Tong Li Publishing herausgegeben.
2015 wurde bei Fuji TV eine Adaption als Dorama-Serie ausgestrahlt. Die Hauptrollen übernahmen Satomi Ishihara (Junko Sakuraba) und Tomohisa Yamashita (Takane Hoshikawa), Regie führten Shin Hirano und Masaki Tanimura.